# Floriberto Díaz
Floriberto Díaz (1 de noviembre de 1951, Santa María Tlahuitoltepec; 15 de septiembre de 1995) fue un intelectual, gestor social, educador y activista del pueblo ayuujk, reconocido por su desarrollo del concepto de comunalidad.

## Biografía

### Contexto
Floriberto era originario de Tlahuitoltepec, un municipio, con una extensión de poco más de 75 kilómetros y una población de alrededor de 6 mil 600 habitantes, donde la propiedad de la tierra es comunal y las elecciones se hacen en asamblea comunitaria, con participación de las mujeres, al margen de partidos políticos. Sus presidentes municipales duran en el cargo un año y tienen fuerte carga de servicio a la comunidad. Además, su escuela de música (CECAM) ha influido en que se posicione como un centro cultural relevante. La actividad política y organizada de este pueblo, provocó la caída del gobernador Manuel Zárate Aquino, la ocupación de miles de hectáreas por campesinos pobres y la toma de decenas de alcaldías.

### Influencias
De acuerdo con algunos críticos, el pensamiento de Díaz se vio influido tanto por las organizaciones mundiales como las regionales de los 80s. Por ejemplo, se menciona la influencia de organizaciones internacionales como el Consejo Mundial de Pueblos Indígenas (CMPI) --fundado en 1975-- y la Coordinadora de Organizaciones Regionales de Pueblos Indios de Centro América, México y Panamá (CORPI); así como del movimiento de los pueblos originarios canadienses y estadounidenses. En varias ocasiones Díaz hizo referencia a la carta que el jefe piel roja Seattle dirigió en 1854 al presidente Franklin Pierce (Estados Unidos) como respuesta a su petición de compra de sus tierras: "Las caras pálidas -citaba Floriberto prácticamente de memoria- tratan a la madre tierra y al cielo padre como si fueran simples cosas que se compran, como si fueran collares que intercambian por otros objetos. El apetito de los caras pálidas terminará devorando todo lo hay en la tierra hasta convertirla en desierto."
También abrevó del manifiesto del Movimiento Indio Peruano, el cual circuló profusamente entre las organizaciones etnopolíticas del estado de Oaxaca en los ochentan en el que con base en 10 principios incaico se buscaba reconstruir la Nación India para un futuro mejor. En este texto se leían líneas como: "El indio es quien se identifica con el pueblo de los Inkas y con sus descendientes, al mismo tiempo que está listo a servirles cada vez mejor, mediante el perfeccionamiento intelectual y moral."
De acuerdo con el relato de Luis Hernández Navarro, dos personajes que influenciaron el pensamiento de Díaz fueron la abogada Magdalena Gómez y el autor de Ámbito y ejercicio eficaz de la autonomía interna y el autogobierno para los pueblos indígenas, el abogado guatemalteco Augusto Willemsen Díaz, quien durante 27 años fue funcionario del Centro de Derechos Humanos de las Naciones Unidas y desde 1988 presidente-relator del Fondo de Contribuciones Voluntarias de las Naciones Unidas para las poblaciones indígenas.

### Carrera política
Floriberto Díaz surge como dirigente nacional en el marco del movimiento nacido del Congreso Nacional Indígena organizado por la diócesis de San Cristóbal en 1974 y en su lucha contra los intentos gubernamentales por corporativizar este movimiento a través de la organización del Consejo Nacional de los Pueblos Indios, ligado al Partido Revolucionario Institucional.
Desde 1982, el Grupo de Trabajo sobre Poblaciones Indígenas (GTsPI) de la Comisión de Derechos Humanos de las Naciones Unidas se convirtió en un espacio privilegiado de representantes de pueblos indígenas casi de todo el mundo, concentrados en dos aspectos centrales: conocer la situación de los derechos de las comunidades y pueblos indígenas, y trabajar en el proyecto de una declaración universal sobre sus derechos. De acuerdo con el periodista Luis Hernández Navarro, "Floriberto asistió a esas reuniones, se educó en ellas, estableció alianzas y forjó un nuevo horizonte de lucha".

## Comunalidad
En los textos de este antropólogo la "comunalidad" se entiende como una "comunidad" que es resultado de la organización popular: "Se trata de un término que relaciona territorio (relación de pertenencia entre el pueblo y la tierra), consenso (asamblea para tomar decisiones) y tequio (servicio gratuito, trabajo colectivo), como expresiones del don comunal (ritos y ceremonias), en un sistema que propone una forma de pensar la creación sin considerar al individuo como elemento mínimo constituyente, sino a la comunidad".